# وزارة الإسكان والتنمية الحضرية (الولايات المتحدة)
وزارة الإسكان والتنمية الحضرية الولايات المتحدة (بالإنجليزية:United States Department of Housing and Urban Development) هي وزارة تابعة لمجلس الوزراء الأمريكي وتتبع الحكومة الاتحادية في الولايات المتحدة. تأسست الوزارة كدائرة تابعة لمجلس الوزراء في عام 1965، وتعتبر جزء من برنامج «المجتمع العظيم» الذي أسسه الرئيس ليندون جونسون، لتطوير وتنفيذ سياسات الإسكان والمدن الكبرى.

## روابط خارجية
- الموقع الرسمي لوزارة الإسكان والتنمية الحضرية الأمريكية